# Aquileo Echeverría
Adolfo Dolores Aquileo de la Trinidad Echeverría Zeledón (ur. 22 maja 1866 w San José, zm. 11 marca 1909 w Barcelonie) – kostarykański poeta, pisarz, dziennikarz i dyplomata.

## Życiorys
Urodził się w stołecznym San José. Podjął, ostatecznie nieukończoną, naukę w Instituto Nacional. Brał udział w ekspedycji wojskowej przeciwko gwatemalskiemu prezydentowi Barriosowi. Następnie przez jakiś czas mieszkał w Nikaragui, pozostając na usługach miejscowego rządu. Zaangażował się w życie polityczne, był członkiem Partii Liberalnej. Dyplomata, w 1887 mianowany attaché ambasady kostarykańskiej w Stanach Zjednoczonych, w kolejnych latach podróżował po i pracował w Salwadorze i Gwatemali.
Związany z rozmaitymi tytułami prasowymi, długoletni redaktor dziennika „La Patria”. Jest autorem szeregu książek, w tym tomów poezji Romances (1903) oraz Concherías (1905), a także opublikowanych pośmiertnie Poesía, concherías y epigramas (1918), Crónicas y cuentos míos (1934), Concherías, romances y epigramas (1950) i Concherías, romances, epigramas y otros poemas (1953). Uznawany za jednego z najważniejszych poetów kostarykańskich, czasem nawet za poetę narodowego. Ceniony za ogromną wrażliwość liryczną i przejmujący charakter swych utworów. Czerpał inspirację z języka i zwyczajów rdzennego chłopstwa. Pozostawił po sobie również krótkie formy prozatorskie. Wymienia się go wśród prekursorów kostarykańskiej literatury dziecięcej.
Pod koniec życia ciężko chorował, dzięki pomocy kostarykańskiego Kongresu w 1908 wyjechał na leczenie do Paryża. Zmarł ostatecznie w Barcelonie. Jego szczątki sprowadzono do ojczyzny w 1915 i złożono w Heredii, następnie zaś na Cementerio General w stolicy. Dzięki staraniom miłośników twórcy, w 1937, postawiono Echeverríi pomnik w Heredii. Poetę upamiętnia również ustanowiona w 1961 Premio Nacional Aquileo J. Echeverría, przyznawana przez ministerstwo kultury i młodzieży. Jego wizerunek znajdował się na emitowanych między 1951 a 1962 banknotach o nominale dziesięciu colónów.
Poślubił Maríę Dolores Flores Zamorę, córkę znanego lekarza Juana J. Floresa. Owocem tego związku było czworo dzieci.